# 小尾浩子
小尾 浩子（おび ひろこ、1974年6月17日 - ）は、新潟県を拠点に活動している日本のラジオパーソナリティ。

## 来歴・人物
新潟県新潟市出身。エフエムラジオ新潟 (FM-NIIGATA) のパーソナリティを経て、新潟放送 (BSN) ラジオのパーソナリティになる。
サッカーに造詣が深く、アルビレックス新潟の取材、および同クラブの関連トークショーや関連特別番組の司会も活動の一環としている。
出産を控え、2014年2月から一時休業。産休・育休期間を経て、2015年春に活動を再開した。

## 出演
- Niigata Emotional Wave 〜N.E.W.〜（FM-NIIGATA、2005年まで）[9]
- SOUND SPLASH（FM-NIIGATA、2005年まで）[9]
- 2LOTS（FM-NIIGATA、2005年）[10]
- サタナビ〜Saturday Navigation〜（FM-NIIGATA、2005年 - 2006年）[11]
- Morning Cafe（BSNラジオ、2006年 - 2007年）
- コンビニラジオ 昼ラジ（BSNラジオ、2006年 - 2007年）[12]
- New・sな時間（BSNラジオ、2007年 - 2012年）
- BSNラジオ スポーツスペシャル Viva新潟 Vivaサッカー！（BSNラジオ、2012年・2013年）[6]
- はや・すた（BSNラジオ、2012年 - 2014年）
- 午後も一番 すっきりワイド（BSNラジオ、2015年 - 2016年）[8]